# Alain Roca
Alain Addys Roca Borrero (L'Avana, 7 settembre 1976) è un ex pallavolista cubano.
Giocava nel ruolo di schiacciatore e opposto.

## Carriera
Cresciuto sportivamente a Cuba, gioca nelle file del Cuneo Volley Ball Club la stagione 1998-99 con cui vince la Coppa Italia. A metà della stagione 1999-00 passa alla Gabeca Montichiari. Ritornato a Cuba, con la Nazionale vince una World League, due campionati nordamericani, una Grand Champions Cup, due Coppe America, un'edizione dei Giochi centramericani e caraibici e un'edizione dei Giochi panamericani. Nel 2003, in disaccordo con alcune scelte prese dalla Federazione Cubana, chiede di uscire dal giro della Nazionale.
Dopo cinque anni di inattività riesce a ottenere il permesso di giocare fuori da Cuba, qui viene chiamato da Giovane Gávio per giocare nella sua squadra, il Tigre Unisul, nel campionato brasiliano. Nella sua prima stagione in Brasile riesce ad aggiudicarsi il Campionato Catarinense, risultato che non riesce a ripetere nella sua seconda stagione.
Nella stagione 2009-10 passa al EC Pinheiros. La stagione successiva ritorna in Europa, venendo tesserato dall'Halkbank Ankara, squadra militante nel massimo campionato turco. Nella stagione seguente ritorna in Italia dopo undici anni, giocando per la Latina Volley. A stagione in corso viene chiamato per giocare nell'All Star Game. A metà stagione, per sostituire l'infortunato Clayton Stanley, si trasferisce in Russia, ingaggiato dal VK Ural Ufa.
Nella stagione 2012-13 passa al Fakel Novyj Urengoj.

## Palmarès

### Club
- Coppa Italia: 1

1998-99
- Campionato Catarinense: 1

2007

### Nazionale (competizioni minori)
- Giochi centramericani e caraibici 1998
- Coppa America 1998
- Giochi panamericani 1999
- Coppa America 2000
- Coppa America 2001

### Premi individuali
- 1996 - World League: Miglior servizio
- 1999 - Coppa Italia: Battuta più veloce (117 km/h)
- 2001 - Campionato nordamericano: Miglior palleggiatore
- 2001 - Coppa America: Miglior palleggiatore
- 2001 - Grand Champions Cup: Miglior palleggiatore